# لو ستيوارت
لو ستيوارت (بالإنجليزية: Lou Stewart)‏ هو عسكري أمريكي، ولد في 1915، وتوفي في 26 مارس 2002.